# Чепіка
Чепіка (ісп. Chépica) — селище в Чилі. Адміністративний центр однойменної комуни. Населення - 4607 осіб (2002). Селище і комуна входить до складу провінції Кольчагуа і регіону Лібертадор-Хенераль-Бернардо-О'Хіггінс.
Територія — 503 км². Чисельність населення — 15 037 мешканців (2017). Щільність населення — 29,9 чол./км².

## Розташування
Селище розташоване за 81 км на південний захід від адміністративного центру області міста Ранкагуа та за 32 км на південний захід від адміністративного центру провінції міста Сан-Фернандо.
Комуна межує:
- на північному сході - з комуною Нанкагуа
- на сході - з комуною Чимбаронго
- на південному сході - з комуною Тено
- на півдні - з комуною Рауко
- на південному заході — з комуною Уаланьє
- на заході - з комуною Лололь
- на північному заході — з комуною Санта-Крус